# Svenska kroppskulturförbundet
Svenska kroppskulturförbundet (SKKF) är ett idrottsförbund i Sverige inom kroppsbyggning och fitnessporten. Förbundet skriver i sina stadgar att dess ändamål bl.a. är att "främja, stimulera och utveckla, samt administrera bodybuilding och fitnessidrotten, samt andra former av idrottsverksamhet vilka befinnes förenliga med Förbundets ordinarie verksamhet". Förbundet är anslutet till Internationella Bodybuildingförbundet (IFBB). SKKF bildades 1995 i Solna kommun.